# 타이저우시 (장쑤성)
타이저우시(중국어 간체자: 泰州市, 병음: Tàizhōu)는 중화인민공화국 장쑤성에 위치하는 지급시이다. 타이저우는 후진타오 전(前) 중국 주석의 고향이기도 하다.

## 역사
기원전 117년(원수 6년), 전한에 의해 임회군(臨淮郡) 내에 해릉현(海陵県)이 설치된다. 411년(의희 7년), 동진에 의해 해릉군(海陵郡)이 설치되었지만, 581년(개황 원년)에 수나라에 의해 군이 폐지되어 양저우의 해릉현으로 되돌아 갔다.
937년(승원 원년) 남당은 해릉을 타이저우로 개명하였고, 원나라 때는 태주로(泰州路)가 설치되었다. 명대 이후는 양주부(揚州府)의 타이저우(泰州)였고, 1912년에 주제가 폐지가 되어 타이 현(泰県)이 설치되었는데, 1949년에 타이저우 시로 승격되었다. 1996년 8월, 현급시에서 지급시로 승격되어 현재에 이른다.

## 지리
장강과 징항 운하의 합류점이자 장쑤성의 중부, 장강의 북해안에 위치한다. 옌청 시, 난퉁 시, 쑤저우 시, 우시 시, 창저우 시, 전장 시, 양저우 시와 접한다.

## 기후
| 장쑤성 타이저우시의 기후                                      | 장쑤성 타이저우시의 기후 | 장쑤성 타이저우시의 기후 | 장쑤성 타이저우시의 기후 | 장쑤성 타이저우시의 기후 | 장쑤성 타이저우시의 기후 | 장쑤성 타이저우시의 기후 | 장쑤성 타이저우시의 기후 | 장쑤성 타이저우시의 기후 | 장쑤성 타이저우시의 기후 | 장쑤성 타이저우시의 기후 | 장쑤성 타이저우시의 기후 | 장쑤성 타이저우시의 기후 | 장쑤성 타이저우시의 기후 |
| 월                                                            | 1월                      | 2월                      | 3월                      | 4월                      | 5월                      | 6월                      | 7월                      | 8월                      | 9월                      | 10월                     | 11월                     | 12월                     | 연간                     |
| ------------------------------------------------------------- | ------------------------ | ------------------------ | ------------------------ | ------------------------ | ------------------------ | ------------------------ | ------------------------ | ------------------------ | ------------------------ | ------------------------ | ------------------------ | ------------------------ | ------------------------ |
| 역대 최고 기온 °C (°F)                                        | 20.8 (69.4)              | 26.3 (79.3)              | 28.7 (83.7)              | 32.5 (90.5)              | 35.7 (96.3)              | 36.7 (98.1)              | 38.2 (100.8)             | 38.8 (101.8)             | 36.9 (98.4)              | 31.8 (89.2)              | 28.7 (83.7)              | 22.5 (72.5)              | 38.8 (101.8)             |
| 일평균 최고 기온 °C (°F)                                      | 6.8 (44.2)               | 9.4 (48.9)               | 14.1 (57.4)              | 20.5 (68.9)              | 25.9 (78.6)              | 28.8 (83.8)              | 31.9 (89.4)              | 31.3 (88.3)              | 27.5 (81.5)              | 22.4 (72.3)              | 16.1 (61.0)              | 9.5 (49.1)               | 20.3 (68.6)              |
| 일일 평균 기온 °C (°F)                                        | 2.8 (37.0)               | 4.9 (40.8)               | 9.2 (48.6)               | 15.1 (59.2)              | 20.6 (69.1)              | 24.4 (75.9)              | 27.9 (82.2)              | 27.4 (81.3)              | 23.3 (73.9)              | 17.8 (64.0)              | 11.4 (52.5)              | 5.2 (41.4)               | 15.8 (60.5)              |
| 일평균 최저 기온 °C (°F)                                      | −0.3 (31.5)              | 1.5 (34.7)               | 5.3 (41.5)               | 10.6 (51.1)              | 16.2 (61.2)              | 20.8 (69.4)              | 24.7 (76.5)              | 24.5 (76.1)              | 20.1 (68.2)              | 14.1 (57.4)              | 7.8 (46.0)               | 1.9 (35.4)               | 12.3 (54.1)              |
| 역대 최저 기온 °C (°F)                                        | −12.1 (10.2)             | −9.7 (14.5)              | −5.4 (22.3)              | −0.5 (31.1)              | 7.2 (45.0)               | 12.0 (53.6)              | 17.6 (63.7)              | 18.1 (64.6)              | 10.3 (50.5)              | 1.3 (34.3)               | −4.4 (24.1)              | −10.8 (12.6)             | −12.1 (10.2)             |
| 평균 강수량 mm (인치)                                         | 44.7 (1.76)              | 45.7 (1.80)              | 76.8 (3.02)              | 67.0 (2.64)              | 89.1 (3.51)              | 159.8 (6.29)             | 199.3 (7.85)             | 168.7 (6.64)             | 85.4 (3.36)              | 57.5 (2.26)              | 51.9 (2.04)              | 36.6 (1.44)              | 1,082.5 (42.61)          |
| 평균 강수일수 (≥ 0.1 mm)                                      | 8.1                      | 8.2                      | 9.9                      | 9.1                      | 9.9                      | 11.0                     | 13.1                     | 12.3                     | 8.3                      | 7.4                      | 7.8                      | 6.9                      | 112                      |
| 평균 강설일수                                                 | 3.2                      | 2.7                      | 0.7                      | 0                        | 0                        | 0                        | 0                        | 0                        | 0                        | 0                        | 0.3                      | 1.0                      | 7.9                      |
| 평균 상대 습도 (%)                                            | 74                       | 74                       | 72                       | 71                       | 72                       | 78                       | 82                       | 83                       | 80                       | 75                       | 75                       | 74                       | 76                       |
| 평균 월간 일조시간                                            | 136.8                    | 135.2                    | 160.4                    | 188.0                    | 195.6                    | 152.5                    | 191.6                    | 199.3                    | 175.5                    | 175.5                    | 150.7                    | 146.1                    | 2,007.2                  |
| 가능 일조율                                                   | 43                       | 43                       | 43                       | 48                       | 46                       | 36                       | 44                       | 49                       | 48                       | 50                       | 48                       | 47                       | 45                       |
| 출처: 중국기상국 (평년값: 1991년~2020년, 극값: 1981년~2010년) |                          |                          |                          |                          |                          |                          |                          |                          |                          |                          |                          |                          |                          |

## 경제
타이저우는 제분, 방직, 어망 제조의 중심이고 다른 산업들은 지역 농업에 기반하고 있다. 우수한 지리적 위치와 풍부한 자원, 견고한 경제적 토대 덕분에 타이저우는 국가 의회에 의해 개방된 해안 도시 중 하나로 승인받았다. 과거 20년간 연평균 10% 이상의 경제 성장을 유지하였다. 장강 삼각주 경제권의 발전된 도시들 중 하나로 교통이 편리하고 상업이 번성하고 있다. 2008년 GDP는 1394억 2천만 위안이었고 1인당 GDP는 30256위안(4430달러), 재정수입은 262억 위안, 총 은행 예금의 양은 1402억 위안에 달했다. 5개의 현급시 및 구가 '가장 포괄적인 힘을 가진 중국 100개의 현'에 선정되었다. 춘란 공사와 같은 수많은 대규모의 기업들 및 공사들을 자랑한다.

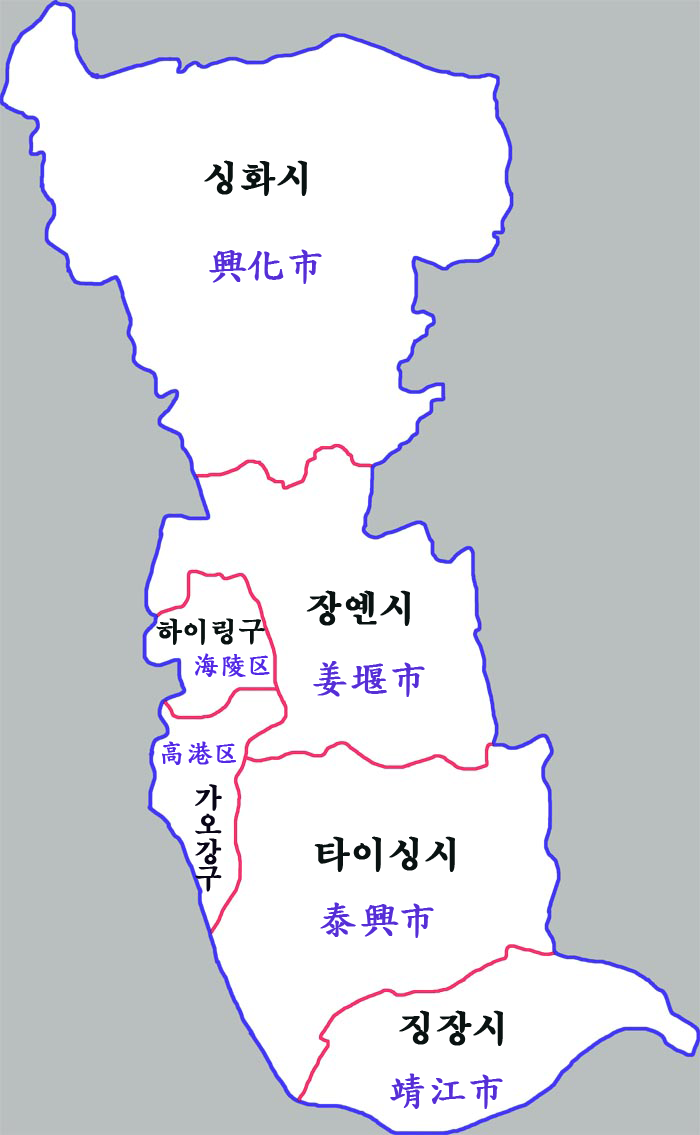
타이저우시 현급구역

## 행정 구역
3개의 시할구, 3개의 현급시를 관할 하에 둔다.
시힐구
- 하이링 구(海陵区) 면적 210km2, 인구 43만 명
- 가오강 구(高港区) 면적 224km2, 인구 19만 명
- 장옌 구(姜堰区) 면적 1046km2, 인구 90만 명

현급시
- 타이싱 시(泰兴市) 면적 1256km2, 인구 128만 명
- 징장 시(靖江市) 면적 665km2, 인구 66만 명
- 싱화 시(兴化市) 면적 2393km2, 인구 155만 명

## 자매 도시
- 대한민국 음성군
- 브라질 산투스